# L'Âme romantique et le Rêve
L'Âme romantique et le Rêve est un ouvrage de critique littéraire d'Albert Béguin, initialement paru en 1937.

## Critique
« Un livre tel que L'Âme romantique et le Rêve est un ouvrage capital, irremplaçable. ».